# Giorgi VI.
Giorgi VI. der Kleine (Mcire) (georgisch გიორგი VI მცირე; * 1308; † 1314) war von 1310/11 bis 1314 König von Georgien.

## Leben
Nach dem Tode Wachtangs III. 1308 verhandelten die Mongolen zwei Jahre lang mit dem rebellischen König David VIII. und boten ihm an, seinen Sohn Giorgi als König in Tiflis einzusetzen. David ging schließlich darauf ein und schickte 1310 seinen zweijährigen Sohn zu den Mongolen, die ihn zum König von Kartlien krönten. Für den minderjährigen Giorgi VI. führte sein gleichnamiger Onkel die Regentschaft.
1311 nach dem Tode seines Vaters Davids VIII. war ganz Ostgeorgien unter einem König wieder vereinigt. Als Giorgi starb, übernahm sein Onkel Giorgi V. erneut die Regierung.